# Xã Bethlehem, Quận Clark, Indiana
Xã Bethlehem (tiếng Anh: Bethlehem Township) là một xã thuộc quận Clark, tiểu bang Indiana, Hoa Kỳ. Năm 2010, dân số của xã này là 309 người.